# Folk og Land
|  | For at læse om den danske kommunistavis, der blev udgivet 1945-1991, se Land og Folk |
Folk og Land var en norsk, politisk avis, som skrev kommentarer og artikler om Norge under 2. verdenskrig og retsopgøret efter krigen med forsvar for det gamle nazistparti Nasjonal Samling (NS). Folk og Land begyndte så småt i 1947 under navnet Skolenytt, men blev omdøbt til 8. Mai året efter. I 1952 skiftede bladet navn til Folk og Land og fik redaktion i Oslo. Bladet blev udgivet af det NS-venlige Institutt for Norsk Okkupasjonshistorie. Bladet ophørte i 2003 fordi skribentene, som i stor grad var tidligere NS-folk, blev for gamle. 
Redaktionen i Folk og Land støttede åbent NS og Nazi-Tyskland under besættelsen af Norge og mente, at de sejrende i 2. verdenskrig havde forfalsket historien. For eksempel står der i et indlæg fra 1970 følgende: ”Men en ting bør vi i hvert fald være enige om. Nemlig at med Adolf Hitler var historiens største personlighed efter Kristus.”  Avisen var også præget af stærk antikommunisme og hyldede Francos fascistiske diktatur i Spanien, peronistene i Argentina og tilsvarende bevægelser. Flere af artiklene havde, som NS, ”et kristent grundsyn og en stærk, norsk national forankring.” 